# Zimní paralympijské hry 1980
Zimní paralympijské hry 1980, oficiálně II. zimní paralympijské hry (norsky Paralympiske vinterleker 1980), se konaly ve norském Geile. Slavnostní zahájení proběhlo 1. února 1980, ukončení se pak uskutečnilo 7. února 1980.

## Seznam sportů
- Běh na lyžích
- Alpské lyžování
- Sledge rychlobruslení

## Pořadí národů
| Pořadí | Země            | Zlato | Stříbro | Bronz | Celkem |
| ------ | --------------- | ----- | ------- | ----- | ------ |
| 1      | Norsko          | 23    | 21      | 10    | 54     |
| 2      | Finsko          | 15    | 7       | 12    | 34     |
| 3      | Rakousko        | 6     | 10      | 6     | 22     |
| 4      | Švédsko         | 5     | 3       | 8     | 16     |
| 5      | Švýcarsko       | 4     | 2       | 3     | 9      |
| 6      | USA             | 4     | 1       | 1     | 6      |
| 7      | Západní Německo | 3     | 5       | 9     | 17     |
| 8      | Kanada          | 2     | 3       | 1     | 6      |
| 9      | Francie         | 1     | 1       | 1     | 3      |
| 10     | Československo  | 0     | 1       | 0     | 1      |

## Československo na ZPH 1980
Československo reprezentovalo 3 paralympionici.
Českoslovenští medailisté
| Stříbro | Eva Lemežová-Příhodová | alpské lyžování |